# Lega saudita professionistica 2020-2021
La Lega saudita professionistica 2020-2021 è stata la 46ª edizione del massimo livello del campionato saudita di calcio, nota come Abdul Latif Jameel League 2020-2021 per ragioni di sponsorizzazione. Il campionato è iniziato il 16 ottobre 2020 in seguito alla sospensione della precedente stagione a causa della pandemia di COVID-19 ed è terminato il 30 maggio 2021.

## Stagione

### Novità
A sostituire Al-Fayha, Al-Hazem e Al-Adalah, retrocesse in Saudi First Division nella stagione precedente, ci sono l'Al-Batin, vincitore della Saudi First Division 2019-2020 e l’Al-Qadisiya, entrambe tornate dopo una stagione d'assenza in massima serie, e l'Al-Ain Saudi, che ottiene la sua prima storica promozione in massima serie da terza classificata.

## Classifica finale
|                           | Pos. | Squadra      | Pt | G  | V  | N  | P  | GF | GS | DR  |
| ------------------------- | ---- | ------------ | -- | -- | -- | -- | -- | -- | -- | --- |
| Arabia Saudita (bandiera) | 1.   | Al-Hilal     | 61 | 30 | 18 | 7  | 5  | 60 | 27 | +33 |
|                           | 2.   | Al-Shabab    | 57 | 30 | 17 | 6  | 7  | 68 | 43 | +25 |
| [ 2 ]                     | 3.   | Al-Ittihad   | 56 | 30 | 15 | 11 | 4  | 45 | 29 | +16 |
|                           | 4.   | Al-Taawoun   | 47 | 30 | 13 | 8  | 9  | 42 | 30 | +12 |
|                           | 5.   | Al-Ettifaq   | 47 | 30 | 14 | 5  | 11 | 50 | 48 | +2  |
|                           | 6.   | Al-Nassr     | 46 | 30 | 13 | 7  | 10 | 53 | 40 | +13 |
|                           | 7.   | Al-Fateh     | 42 | 30 | 12 | 6  | 12 | 48 | 53 | -5  |
|                           | 8.   | Al-Ahli      | 39 | 30 | 11 | 6  | 13 | 51 | 58 | -7  |
|                           | 9.   | Al-Ra'ed     | 36 | 30 | 10 | 6  | 14 | 44 | 47 | -3  |
|                           | 10.  | Damac        | 36 | 30 | 9  | 9  | 12 | 43 | 48 | -5  |
| [ 3 ]                     | 11.  | Al-Faisaly   | 36 | 30 | 9  | 9  | 12 | 42 | 47 | -5  |
|                           | 12.  | Abha         | 36 | 30 | 10 | 6  | 14 | 42 | 50 | -8  |
|                           | 13.  | Al-Batin     | 36 | 30 | 9  | 9  | 12 | 43 | 55 | -12 |
|                           | 14.  | Al-Qadisiya  | 35 | 30 | 8  | 11 | 11 | 41 | 47 | -6  |
|                           | 15.  | Al-Wahda     | 32 | 30 | 9  | 5  | 16 | 40 | 60 | -20 |
|                           | 16.  | Al-Ain Saudi | 20 | 30 | 5  | 5  | 20 | 34 | 64 | -30 |

Legenda:

      Campione dell'Arabia Saudita e ammessa alla AFC Champions League 2022

      Ammessa alla AFC Champions League 2022

      Ammessa alle qualificazioni della AFC Champions League 2022

      Retrocesse in Saudi First Division 2021-2022
Tre punti a vittoria, uno a pareggio, zero a sconfitta.
La classifica viene stilata secondo i seguenti criteri:
- Punti conquistati
- Playoff (per titolo, partecipazione alle coppe e retrocessione)
- Punti conquistati negli scontri diretti
- Differenza reti negli scontri diretti
- Reti realizzate negli scontri diretti
- Differenza reti generale
- Reti totali realizzate